# Ivan Aleksandrovič Gončarov
(Ivan Gončarov)
Ivan Aleksandrovič Gončarov (in russo Ива́н Алекса́ндрович Гончаро́в? ; Simbirsk, 18 giugno 1812 – San Pietroburgo, 27 settembre 1891) è stato uno scrittore russo.

## Biografia
Ivan Gončarov nacque il 6 giugno 1812 (corrispondente al 18 giugno del calendario gregoriano) a Simbirsk. Suo padre, Aleksandr Ivanovič (1754-1819) e sua madre, Avdot'ja Matveevna (1785-1851) appartenevano alla classe mercantile. L'infanzia del futuro scrittore si svolse in una grande casa in pietra, situata nel cuore della città con un vasto cortile, giardino ed altri edifici annessi. Ricordando quel periodo Gončarov scrisse il saggio autobiografico A casa: "Cantine, le scorte erano piene di farina, grano e ogni tipo di cibo diverso per noi e i nostri servi. In breve, l'intera tenuta, il villaggio". L'arretrata Russia prima delle riforme, si ritrova in Una storia comune, Oblomov e Il burrone.
Gončarov rimase orfano di padre all'età di sette anni e della sua educazione si occupò il suo padrino Nikolaj Tregubov, un marinaio in pensione. Era un uomo di larghe vedute e critico verso certi fenomeni della società dell'epoca. Il buon marinaio così Gončarov chiamava con gratitudine il suo tutore. Lo scrittore ricorda:
"Nostra madre gli era grata di essersi assunto il compito più difficile, cioè la nostra educazione; ella si prese cura di tutte le faccende e dell'economia delle due case. Con i suoi servi, i cuochi, i cocchieri, abbiamo vissuto in un cortile comune. Tutto il lato materiale del vivere toccò a mia madre, severa ed esperta amministratrice. La cura del nostro intelletto era affidata al "marinaio"".
Da piccolo conobbe le opere di Gavriil Deržavin e di Michail Cheraskov e da adolescente frequentò il corso di lettere alla facoltà di Mosca. Proprio negli anni dell'influenza hegeliana scoprì, oltre alla letteratura francese, scrittori quali William Thackeray e Charles Dickens. Divenuto funzionario ministeriale al Ministero delle Finanze e conservatore moderato, condusse una vita tranquilla con l'unica avventura di aver guidato, per conto del governo, una missione commerciale in Giappone, che descrisse poi in un resoconto di viaggio, La fregata Pallada (1855-1857).
Traduttore degli scrittori tedeschi Johann Wolfgang von Goethe e Friedrich Schiller, frequentò assiduamente il salotto mondano del pittore Nikolaj Apollonovič Majkov. In precedenza si era già segnalato per Una storia comune, romanzo sulla sconfitta di un giovane idealista e sognatore di provincia. Si trasferì in Germania per riprendere la scrittura della seconda parte dell'Oblomov. Morì a San Pietroburgo nel 1891.

## Trilogia sul rapporto città-campagna
Una storia comune, Oblomov e Il burrone possono essere considerati come una trilogia del rapporto città/campagna: in particolare, la campagna rappresenta il filo conduttore che lega i protagonisti dei tre romanzi: Aleksandr e la sua fuga, il sogno di Oblomov e il ritorno di Raiskij.

### Una storia comune
Romanzo d'esordio di Gončarov, Una storia comune (1847) narra del giovane Aleksandr, entusiasta e appassionato sognatore, che sceglie di abbandonare la dolce serafica campagna e la madre per recarsi a Pietroburgo, dove alloggerà presso il cinico materialista, ma molto amabile, zio Pëtr.

### Oblomov
Considerato il capolavoro di Gončarov, Oblomov (1859) è la storia di un proprietario terriero segnato dall'inerzia fisica e spirituale che lo condanna all'inazione e alla rinuncia verso ogni forma di lotta. Per questo personaggio, che interpreta il fatalismo, la propensione alla contemplazione e la delicata ma arrendevole bontà russa, è stato coniato il termine "oblomovismo", passato nella cultura occidentale a indicare un temperamento incline alla passività e alla rassegnazione di fronte all'aggressività e all'inesplicabilità del reale (talvolta si parla anche della "sindrome di Oblomov").
Il fascino di Oblomov sta nella sua valenza simbolica più che nella sua dimensione realistica: questo spiega la fortuna del libro, che pure, nonostante il miracoloso equilibrio della scrittura, non ebbe grande influenza diretta sui contemporanei russi. Questo importante lavoro letterario si può accostare a Aleksandr Sergeevič Puškin per la purezza e le perfezione della forma, mentre evidenzia legami con Nikolaj Gogol' per il realismo, l'umorismo e lo studio del particolare.

### Il burrone
Ingiustamente criticata, Il burrone (1869) è l'ultima opera di Gončarov. Descrive invece un ritorno alla vita di campagna da parte del protagonista Raisky, artista poliedrico così impegnato nella ricerca della bellezza da non riuscire a scegliere e perseguire il proprio scopo della vita. Attraverso le adorabili e opposte cuginette, la nonna "governatrice" della tenuta e una sequela di svariati e sfaccettati personaggi, Il burrone è l'opera più lunga, matura e nichilista di Gončarov.

## Opere (parziale)
- Una storia comune (Обыкновенная история, 1847)
- Oblomov (Обло́мов, 1859)
- Il burrone (Обрыв, 1869)